# Scuola della Dottrina Cristiana
La schola della Dottrina Cristiana abritait une école de dévotion et de charité sise au calle de la Scuola, 51 dans le sestiere de Dorsoduro.

## Historique
En 1545, certains dévots louèrent à la famille Saloni une terre sur laquelle ils commencèrent immédiatement la construction d'un oratoire consacré à la Sainte Vierge dans lequel ils fondèrent une école de doctrine chrétienne.
En 1575, les dévots devinrent une confrérie, union pieuse d'ecclésiastiques et de séculiers, présidée directement par le patriarche. Au fil du temps, elle s'appelait aussi Schola Magior, puisque à partir de 1592, les confrères assumèrent la tâche de réglementer toutes les écoles masculines de Doctrine Chrétienne de la ville.
Après une activité multiséculaire, l'École n'a pas été épargnée par les décrets de suppression napoléoniens et a été fermée en 1810, puis utilisée comme dépôt de chanvre. Aujourd'hui, le bâtiment, devenu une résidence privée, est reconnaissable sur les fondations du Zattere au N.A. 51 avec un beau portail en pierre d'Istrie surmonté d'un tympan triangulaire. La calle et la corte adjacente ont pris le nom de l'école.